# Павленко, Мелания Григорьевна
Мелания Григорьевна Павленко (укр. Меланія Григорівна Павленко; 23 августа 1920 года, село Триполье, Киевский уезд, Киевская губерния — 4 декабря 1997 года, Киев, Украина) — токарь завода «Арсенал» имени В. И. Ленина Киевского совнархоза, Украинская ССР. Герой Социалистического Труда (1960). Депутат Верховного Совета СССР 6-го созыва.

## Биография
Родилась в 1920 году в многодетной крестьянской семье в селе Триполье. Получила начальное образование в родном селе. С 1938 года — кантовщица Киевской кондитерской фабрики. С 1939 года трудилась револьверщица, наладчица станков токарно-револьверного участка, токарь киевского завода «Арсенал». После начала Великой Отечественной войны вместе с заводом эвакуировалась в город Балашов Саратовской области. После освобождения Киева продолжила трудиться токарем на заводе «Арсенал».
Досрочно выполнила личные социалистические обязательства и трудовые задания Шестой пятилетки (1956—1960). Указом Президиума Верховного Совета СССР от 7 марта 1960 года удостоена звания Героя Социалистического Труда «в ознаменование 50-летия Международного женского дня, за выдающиеся достижения в труде и особо плодотворную общественную деятельность» с вручением ордена Ленина и золотой медали «Серп и Молот».
В 1961 году вступила в КПСС. Избиралась депутатом Верховного Совета СССР 6-го созыва (1962—1966).
После выхода на пенсию проживала в Киеве, где скончалась в 1997 году.
Память
На здании средней школы в селе Триполье установлена мемориальная табличка в честь Мелании Павленко.
Награды
- Герой Социалистического Труда
- Орден Ленина
- Орден «Знак Почёта» (26.04.1971)